# Podoschistus mushanus
Podoschistus mushanus är en stekelart som först beskrevs av Jinhaku Sonan 1936.  Podoschistus mushanus ingår i släktet Podoschistus och familjen brokparasitsteklar. Inga underarter finns listade i Catalogue of Life.